# Royoungia boletoides
Royoungia boletoides är en svampart som beskrevs av Castellano, Trappe & Malajczuk 1992. Royoungia boletoides ingår i släktet Royoungia och familjen Boletaceae.   Inga underarter finns listade i Catalogue of Life.